# Fernando Quiroga y Palacios
Fernando Quiroga y Palacios (né le 21 janvier 1900 à  San Pedro de Maceda en Galice, Espagne, et mort le 7 décembre 1971 à Madrid) est un cardinal espagnol de l'Église catholique du XXe siècle, nommé par le pape Pie XII.

## Biographie
Fernando Quiroga y Palacios étudie à Ourense, Saint-Jacques-de-Compostelle et Rome. Il fait du travail pastoral dans le diocèse d'Orense et est professeur au séminaire. Quiroga est aussi chanoine à Valladolid, y fait du travail pastoral dans l'archidiocèse et y est professeur au séminaire.
En 1945 il est élu évêque de Mondoñedo. Il est promu archevêque de Saint-Jacques-de-Compostelle en 1949.
Le pape Pie XII le crée cardinal lors du consistoire du 12 janvier 1953. Quiroga participe au conclave de 1958 (élection de Jean XXIII) et au conclave de 1963 (élection de Paul VI).